# Ноа Ноа
«Ноа Ноа» — второй студийный альбом группы «Настя», выпущенный в 1989 году как магнитоальбом. Первый официальный релиз — на виниловой пластинке вышел в 1991 году на лейбле «ЭРИО» (в 1994 переиздан лейблом A-Ram на CD)

## История
После записи и успеха «Тацу» Илья Кормильцев отошёл от работы с Настей и сосредоточился на работе с «Наутилусом». Пустующее место текстовика занял его младший брат Евгений, писавший также тексты для «Апрельского марша». 

Илья Кормильцев хотел работать со мной и дальше. Написал несколько текстов, мы вместе отредактировали их. Потом он объявил мне, что больше не может, или не хочет писать (видимо были свои причины). Но предложил обратиться к Жене Кормильцеву, своему брату. Женя работал с группой «Апрельский марш». Я сотрудничала с ними, в качестве певицы, недолго (для фестивальной программы), пока они не нашли себе вокалиста. Евгений с энтузиазмом взялся за работу, по-моему, ему было очень интересно. Характеры и темпераменты И.К. и Е.К. очень похожи, несмотря на разницу в возрасте, и мне не пришлось приспосабливаться. Но Женя решил копнуть глубже и предложил такие темы для песен, что понадобилось проштудировать кое-какую литературу. До сих пор я объясняю, о чём некоторые песни.— Настя Полева об альбоме "Ноа Ноа"
От старшего брата у Насти осталось только три песни — «Колёса», «Ленивые огни» и «Чёрный парус».
К записи альбома у группы уже окончательно сформировался состав. От первоначального состава остались только гитарист Егор Белкин и басист Вадим Шавкунов.

Барабанщик Андрей Коломеец был запеленгован в цирке, в котором играл туш в составе местного оркестра. Под напором неотразимых аргументов Белкина Коломеец променял шило на мыло, парадоксальным образом попав из цирка «со зверьми и клоунами» в цирк рок-н-ролльный. Гитарист Андрей Васильев сорвался из родной Уфы в дышащий свободой Свердловск, да так в нём и остался. По образованию он был стоматолог, по призванию — хард-рокер, что давало на концертах довольно гремучую смесь. Впрочем, грандиозных задач перед ним и не ставилось — в моменты очередных поездок Белкина в составе «Наутилуса» Васильев прилежно дублировал его гитарные партии. Клавишник Глеб Вильнянский окончил музучилище, тяготел к арт-року и эпизодически сотрудничал с музыкантами «Наутилуса» Хоменко и Алавацким. Басист Вадим Шавкунов до горбачёвской революции работал таксистом, но затем полностью переключился на музыку. Он был вычислен Пантыкиным незадолго до записи «Тацу» и в нынешнем составе у Насти смотрелся чуть ли не интеллектуалом, поскольку ориентировался на технические достижения Жако Пасториуса. Впоследствии Шавкунов неоднократно приглашался Могилевским на записи своего проекта «Ассоциация», что в свердловском табеле о рангах было равноценно получению марки «знак качества». С этим составом Настя выступала более пяти лет.— Александр Кушнир. Из буклета CD "Легенды русского рока: Настя"
Немного позже закрепившегося в «Ассоциации» Шавкунова заменит Вячеслав Двинин.
На песни «В чужом лице», «Ноа Ноа», «Марш плывущих Офелий», «Стратосфера» и «Чёрный парус» были сняты видеоклипы. Клипы на первые две композиции вошли в фильм Кирилла Котельникова «Сон в красном тереме».
Немного позже песни «Стратосфера» и «Ноа Ноа» попали на гибкую пластинку журнала «Кругозор» (выпуск № 6, 1991 год).

## Список композиций
Вся музыка — Настя Полева, кроме указанного особо.

Все тексты — Евгений Кормильцев, кроме указанного особо.
| №  | Название               | Текст песни      | Музыка                       | Длительность |
| -- | ---------------------- | ---------------- | ---------------------------- | ------------ |
| 1. | «Том Сойер»            |                  |                              | 5:23         |
| 2. | «В чужом лице»         | Аркадий Застырец |                              | 3:32         |
| 3. | «Стратосфера»          |                  |                              | 5:28         |
| 4. | «Бабочка»              |                  |                              | 4:37         |
| 5. | «Колёса»               | Илья Кормильцев  | Андрей Балашов, Настя Полева | 4:08         |
| 6. | «Ленивые огни»         | Илья Кормильцев  |                              | 5:15         |
| 7. | «Марш плывущих Офелий» |                  |                              | 4:33         |
| 8. | «Чёрный парус»         | Илья Кормильцев  |                              | 5:40         |
| 9. | «Ноа Ноа»              |                  |                              | 4:41         |

| №   | Название           | Текст песни     | Музыка          | Длительность |
| --- | ------------------ | --------------- | --------------- | ------------ |
| 10. | «Всему своё время» | Владимир Шахрин | Владимир Шахрин | 4:29         |

## Участники записи
- Настя Полева — аранжировка, вокал
- Егор Белкин — аранжировка, гитара, продюсер
- Глеб Вильнянский — клавишные
- Андрей Васильев — гитара
- Вадим Шавкунов — бас-гитара
- Андрей Коломеец — барабаны

### Технический персонал
- Звукорежиссёры: Виктор Алавацкий, Владимир Елизаров
- Звукооператор: Александр Бочкарёв
- Мастеринг (1998 год): Георгий Руденко
- Фотографии: Богдан Поляков, Ильдар Зиганшин
- Художник:  Василий Гаврилов, Валентин Кудрявцев

Записан в Студии «НП», сведён в Свердловской телестудии.

## Издания
- 1989, магнитоальбом
- 1991, LP, ЭРИО
- 1994, CD, A-Ram